# Айоско (округ)
Шаблон:StateAbbr_ 44°17′ пн. ш. 83°20′ зх. д. / 44.28° пн. ш. 83.34° зх. д.
Округ Айоско (англ. Iosco County) — округ (графство) у штаті Мічиган, США. Ідентифікатор округу 26069.

## Історія
Округ утворений 1840 року.

## Демографія
За даними перепису
2000 року
загальне населення округу становило 27339 осіб, зокрема міського населення було 11477, а сільського — 15862.
Серед мешканців округу чоловіків було 13409, а жінок — 13930. В окрузі було 11727 домогосподарств, 7855 родин, які мешкали в 20432 будинках.
Середній розмір родини становив 2,79.
Віковий розподіл населення поданий у таблиці:
| Стать    | До 15 років | 15-21 | 22-29 | 30-39 | 40-49 | 50-65 | 65-85 | Понад 85 |
| -------- | ----------- | ----- | ----- | ----- | ----- | ----- | ----- | -------- |
| Чоловіки | 2522        | 1102  | 795   | 1584  | 1962  | 2804  | 2459  | 181      |
| Жінки    | 2398        | 1015  | 836   | 1629  | 1986  | 2809  | 2872  | 385      |

## Суміжні округи
- Алкона — північ
- Аренак — південний захід
- Огемо — захід
- Оскода — північний захід

## Виноски
1. ↑  US Decennial Census. US Census Bureau. Архів оригіналу за 26 квітня 2015. Процитовано 26 вересня 2014.
2. ↑  Historical Census Browser. University of Virginia Library. Архів оригіналу за 11 серпня 2012. Процитовано 26 вересня 2014.
3. ↑  Population of Counties by Decennial Census: 1900 to 1990. US Census Bureau. Архів оригіналу за 15 лютого 2015. Процитовано 26 вересня 2014.
4. ↑  Census 2000 PHC-T-4. Ranking Tables for Counties: 1990 and 2000 (PDF). US Census Bureau. Архів оригіналу (PDF) за 18 грудня 2014. Процитовано 26 вересня 2014.
5. ↑  State & County QuickFacts. US Census Bureau. Архів оригіналу за 6 червня 2011. Процитовано 27 серпня 2013. [Архівовано 2011-06-06 у Wayback Machine.](англ.) Наведено за англійською вікіпедією.
6. ↑  American FactFinder. Бюро перепису населення США. Архів оригіналу за 26 лютого 2012. Процитовано 31 січня 2008. [Архівовано 2008-05-21 у Wayback Machine.]

| США | Це незавершена стаття з географії США. Ви можете допомогти проєкту, виправивши або дописавши її. |